# 隆痂虎耳草
隆痂虎耳草（学名：Saxifraga sphaeradena sp. dhwojii）为虎耳草科虎耳草属下的一个亚种。

## 扩展阅读
- 維基物種上的相關：隆痂虎耳草